# 洪千
洪千，（英語：Henry Gittins，1871年—1954年），字適之，乃香港望族之一洪千家族的奠基者。

## 簡歷
洪千為第一代香港歐亞混血兒，父親為威爾斯商人，母親為福建人。洪父在福州從事茶葉生意，後入讀拔萃男書院，留港定居。與香港歐亞混血兒李金女（Dorothy Ahlmann）成婚，育有七名子女。
兒子B·吉廷士（Billy Gittins，William Gittins）曾任香港大學助教，後在抗日戰爭中犧牲。
1887-1935年間，在屈臣氏公司、香港紡織、渣甸洋行等工作，畢生沒有自立門戶，為當時混血兒的典型工作生涯模式。